# Asparagus lignosus
Asparagus lignosus är en sparrisväxtart som beskrevs av Nicolaas Laurens Nicolaus Laurent Burman. Asparagus lignosus ingår i släktet sparrisar, och familjen sparrisväxter. Inga underarter finns listade i Catalogue of Life.